# سلوکه (روستا)
 سلوکه  به عربی ( سُلوکَة )، روستایی است در دهستان کُسْمة از توابع استان رَیمه در کشور یمن در شبه جزیره عربستان. 

## جمعیت
جمعیت آن ( ۱۰۰ ) نفر (۹ خانوار) می‌باشد.